# Copaifera cearensis
Copaifera cearensis är en ärtväxtart som beskrevs av Adolpho Ducke. Copaifera cearensis ingår i släktet Copaifera, och familjen ärtväxter.

## Underarter
Arten delas in i följande underarter:
- C. c. arenicola
- C. c. cearensis